# Vladimiro Montesinos
Vladimiro Montesinos Torres (ur. 20 maja 1945 w Arequipie) – peruwiański wojskowy i polityk, najbliższy doradca Alberto Fujimoriego w czasie sprawowania przezeń urzędu prezydenta. Nieformalny kierownik Narodowego Urzędu Wywiadu, w ramach którego prowadził kampanię przeciwko radykalnie lewicowej partyzantce peruwiańskiej; jego podwładni funkcjonariusze dopuścili się w jej trakcie szeregu przypadków złamania praw człowieka. Po upadku fujimorizmu uznany za winnego korumpowania dziennikarzy i polityków celem spacyfikowania opozycji antyprezydenckiej oraz prowadzenia nielegalnego handlu bronią.

## Życiorys
Ukończył amerykańską wojskową Szkołę Obu Ameryk w 1965. Rok później ukończył Peruwiańską Szkołę Wojskową w Chorillos. W stopniu kapitana zaczął pracę dla Narodowego Urzędu Wywiadu. W 1977 został usunięty z armii i skazany na rok pozbawienia wolności za przekazanie USA planów współpracy wojskowej Peru ze Związkiem Radzieckim.
W latach 80. podjął praktykę prawniczą w Limie. Wśród jego klientów byli oskarżeni o fałszerstwa, handel narkotykami i oszustwa podatkowe. W czasie kampanii poprzedzającej wybory prezydenckie w 1990 Montesinos pierwszy raz spotkał Alberto Fujimoriego i najprawdopodobniej uzyskał dla niego zaświadczenie urodzenia w Peru, nie zaś w Japonii, którego brak uniemożliwiłby Fujimoriemu start w wyborach.
Po zwycięstwie Fujimoriego w wyborach Montesinos kierował operacjami przeciwko handlowi narkotykom prowadzone w porozumieniu ze Stanami Zjednoczonymi. Był również zaangażowany w zwalczanie radykalnie lewicowej partyzantki – Świetlistego Szlaku. Jego wpływy znacząco wzrosły po tzw. samozamachu (hiszp. autogolpe), gdy Alberto Fujimori zaczął sprawować władzę w sposób autorytarny, zawieszając konstytucję Peru. Montesinos, który formalnie nie sprawował żadnego stanowiska państwowego, miał znaczny wpływ na obsadę najważniejszych urzędów w armii i wymiarze sprawiedliwości. Teoretycznie pozostawał jedynie "honorowym doradcą" Narodowego Urzędu Wywiadu (SIN), faktycznie zaś kierował nim osobiście. W ramach pracy Urzędu Montesinos dopuścił się na szeroką skalę korumpowania polityków, dziennikarzy i samorządowców w ramach likwidowania opozycji wobec fujimorizmu i wyciszania skandali, jakie mogłyby zaszkodzić rządowi. Koordynował również działania wymierzone przeciwko Świetlistemu Szlakowi i Ruchowi Rewolucyjnemu im. Tupaca Amaru. Podlegli mu funkcjonariusze SIN zamieszani byli w szereg przypadków podsłuchiwania i zastraszania politycznych przeciwników władzy Fujimoriego oraz łamania praw człowieka. W 2001 Miami Herald poinformował, że Montesinos otrzymywał od CIA sumę 1 mln dolarów rocznie (od 1990 do 2000) na cele walki z narkobiznesem, w czasie, gdy wyszły już na jaw dowody jego współpracy z handlarzami narkotykami.
W 1995 jego działalność miała znaczący wpływ na sukces Alberto Fujimoriego i jego politycznego zaplecza w wyborach prezydenckich i parlamentarnych.
W 1997 przyczynił się do rozwiązania kryzysu zakładników w sposób siłowy, wbrew sugestiom dyplomacji japońskiej. W tym samym roku ujawnione zostały jego związki z handlem narkotykami. Przyczyniło się to do wzmożonych ataków opozycji na rząd.
W 2000, po trzeciej wygranej Fujimoriego w wyborach prezydenckich, Montesinos zaczął oficjalnie pojawiać się na uroczystościach państwowych jako jeden z najwyższych funkcjonariuszy państwowych. Jednak już w tym samym roku w mediach pojawiły się tzw. vladivideos – nagrania utrwalające wręczanie przez Montesinosa łapówek politykom i dziennikarzom, najprawdopodobniej wykonane na jego własne polecenie i udostępnione środkom masowego przekazu przez pracownika SIN. 14 września 2000 opozycja antyfujimoristowska ujawniła pierwsze z tych nagrań; wkrótce okazało się, że jest ich znacznie więcej, ok. 700. Montesinos uciekł do Panamy, nie uzyskał jednak azylu politycznego. Wyjście na jaw posiadania przez niego tajnych kont w tym kraju zapoczątkowało kolejny skandal polityczny w Peru, który zakończył się złożeniem urzędu prezydenckiego przez Alberto Fujimoriego.
Montesinos wrócił z Panamy do Peru, skąd ponownie zbiegł, gdy został przeciwko niemu wystawiony list gończy. Aresztowany w Wenezueli i poddany ekstradycji do Peru, został skazany na 15 lat pozbawienia wolności za korupcję, a następnie na 20 lat więzienia za zorganizowanie sprzedaży 10 tys. karabinów pochodzących z Jordanii kolumbijskiej partyzantce FARC. Montesinos odbywa karę w więzieniu w Callao. Trwają dalsze postępowania karne przeciwko niemu.